# Eeklo Dogs
Eeklo Dogs is een Belgische inlinehockeyclub die deel uitmaakt van Inline Skating Club Eeklo (ISCE). De Eeklose club is actief in de eerste divisie.

## Geschiedenis
De club heeft haar roots in februari 1996 toen ISCE startte met recreatief inlinehockey. Sinds 1999 werd er deelgenomen aan officiële wedstrijden.
Jaarlijks organiseert de club in augustus het 'Eurostar inlinehockeytornooi'.